# Brasil Open 2003
Il Brasil Open 2003 è stato un torneo di tennis giocato sulla terra rossa. È stata la 3ª edizione del Brasil Open, che fa parte della categoria International Series nell'ambito dell'ATP Tour 2003. Si è giocato nel complesso Costa do Sauipe di Mata de São João, in Brasile, dall'8 settembre al 15 settembre 2003.

## Campioni

### Singolare
Sjeng Schalken ha sconfitto in finale  Rainer Schüttler col punteggio di 6-2, 6-4

### Doppio
Todd Perry /  Thomas Shimada hanno sconfitto in finale  Scott Humphries /  Mark Merklein col punteggio di 6-2, 6-4